# 越南共和國空降兵訓練中心
空降兵訓練中心是越南共和國空降師的軍事培訓設施。1954年《日內瓦協定》簽訂之後，法國在峴港和河內的空降兵訓練中心被解散，1955年5月1日，西貢新山一基地的空降兵訓練中心被移交給越南軍隊。越南教練，指揮長助理，胡特中尉，最高級別是上批發一陳文榮升級為準尉，並被任命為越南-越南第一任總指揮。